# Gualicho
Gualicho (названий на честь гуалічу) — рід тероподових динозаврів. Типовим видом є Gualicho shinyae. Він мешкав на території сучасної північної Патагонії, на території, яка тоді була південноамериканським острівним континентом, який відокремився від суперконтиненту Гондвана. Скам'янілості були знайдені у формації Вінкуль, що датується пізнім сеноманським — раннім туронським періодом верхньої крейди, приблизно 91 мільйон років тому. Як і добре відомий тиранозавр, з яким його порівнювали, 6–7-метровий гуалічо має зменшені руки та, можливо, кисті з двома пальцями, хоча дослідження 2020 року показує, що достатньо третьої п'ясткової кістки для третього пальця. Якщо це алозавроїд, ця знахідка вказує на те, що карнозаври, можливо, зазнали такої ж еволюції зменшення кінцівок, як тиранозавриди та абелізавриди.

## Галерея

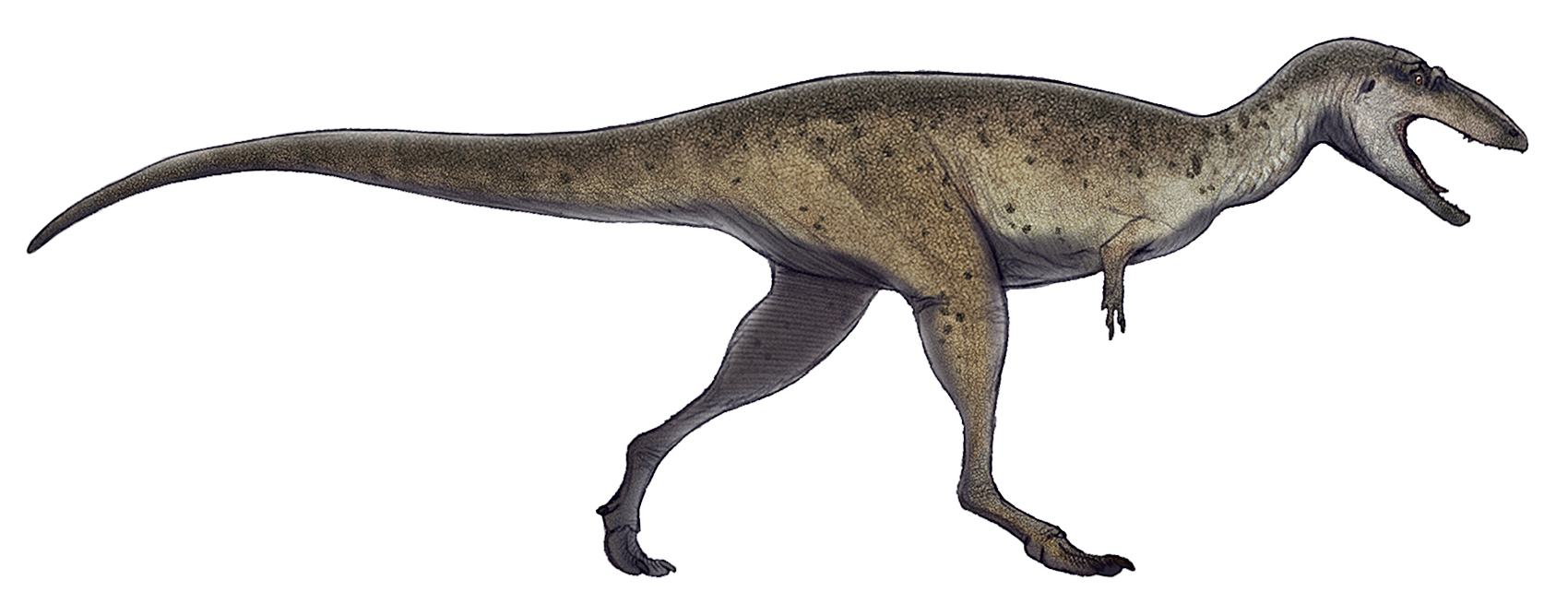
Художнє представлення
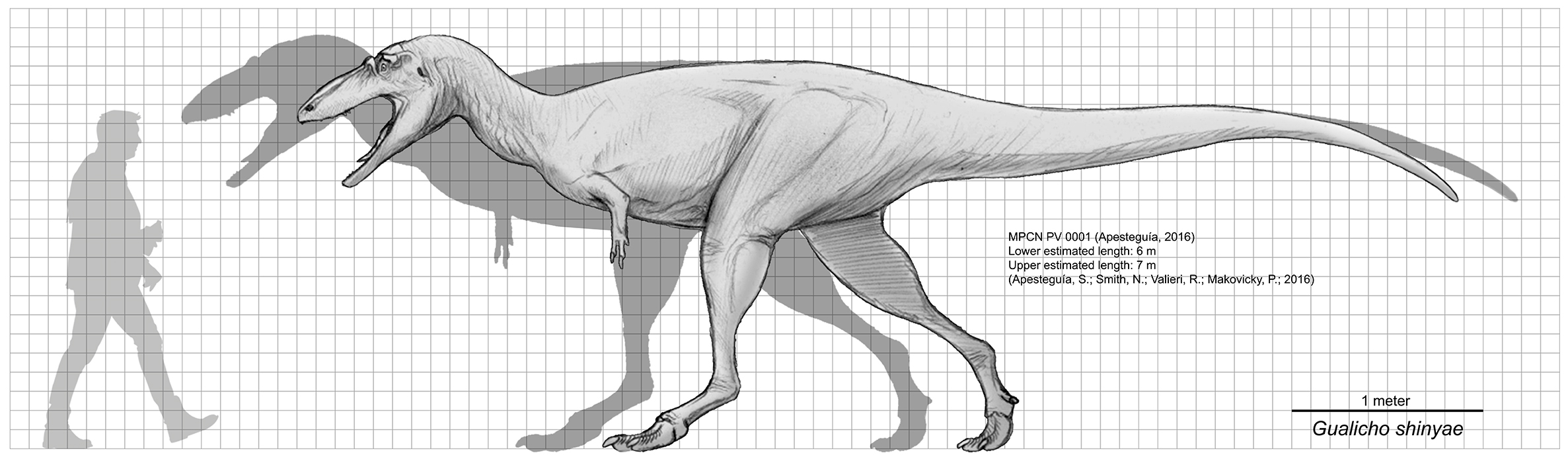
Розмір